# Bang Camaro
Bang Camaro est un groupe américain de hard rock, originaire de Boston, dans le Massachusetts. Il est formé par Bryn Bennett et Alex Necochea, et se compose de divers groupes issus de cette région. Le groupe est actuellement sous contrat avec le label Black Sword Records.

## Historique
Le groupe est formé en 2005 par Bryn Bennett et Alex Necochea. Il joue le plus souvent lors de petits concerts dans la région de Boston, mais il se rend aussi dans de nombreuses grandes villes. Cependant Bang Camaro n'a pas encore fait d'escale en Europe.
Le groupe se fait connaître un peu mieux du grand public grâce à la présence de certains titres dans des jeux musicaux, comme Push Push (Lady lightning) présent dans Guitar Hero II ainsi que Pleasure (Pleasure) dans Rock Band, et Night Lies dans Rock Band 2. Le morceau Nightlife Commando est incorporé dans le jeu Phase sur iPod. On peut entre autres signaler la présence du titre Rock of Mages dans la bande son du jeu Titan Quest - Immortal Throne. Le morceau Revolution est aussi présent dans les Sims 3 dans la catégorie « Musique personnalisé » des radios du jeu.
En 2009, le groupe signe avec les labels Black Sword Records, 8th Impression Music, et Fontana/Universal. Des rumeurs circuleront selon lesquelles Bang Camaro se serait séparé après sa performance au Game Unicon 2009 de Marlboro, dans le Massachusetts, ou après leurs performances au Rocklahoma 2009 à Norman, en Oklahoma, et que leur dernière performance se serait faite en décembre 2009 à Boston. Le fondateur et guitariste Alex Necochea révèlera que tout est faux dans son blog officiel, ce qui mènera à un concert en 2010 encore une fois à Boston.

## Style musical
Le groupe est composé d'un bassiste, un batteur et trois guitaristes ainsi que 10 à 20 chanteurs. Ils jouent un style musical s'inspirant du métal des années 80. Les chansons se composent de versets instrumentaux afin de mettre en avant des refrains accrocheurs ainsi que le plus possible de solos. Le groupe cite Elvis Presley et Buddy Holly comme influences en plus de hard rock / heavy metal des groupes comme Skid Row, Iron Maiden, et Dokken.

## Membres
- Alex Necochea - guitare rythmique, guitare solo
- Bryn Bennett - guitare solo
- Dave « Doz » Riley - basse
- Seth Kasper - batterie
- Rodrigo Van Stoli - chant
- Morgan Brown - chant
- Nick Given - chant
- Richie Hoss - chant
- Glen Fant - chant
- Steve Trombley - chant
- Mike Soltoff - chant
- Zach Given - chant
- Jake Given - chant
- Jay Clifford - chant
- Andre Coles - chant
- Dick Valentine - chant

### Anciens membres
- Maclaine Diemer - guitare, claviers
- Mike Oor - guitare
- Peter McCarthy - batterie
- Andy Dole - batterie
- Dylan Halacy - batterie
- Graeme Hall - chant
- Sean Barry - chant
- Jay Marsh - chant
- Keith Wales - chant
- James Fant - chant
- Justin Buckley - chant
- Max Heinegg - chant
- Mike McKay - chant
- Nate Wells - chant
- Robb Waters - chant
- Christopher Pappas - chant

## Discographie

### Albums studio
- 2007 : Bang Camaro
- 2008 : Bang Camaro II

### Compilations
- 2007 : From Toronto With Love (Virgin Mobile Festival Compilation) – comprend une version live du morceau Out on the Streets, enregistrée en février 2007 à Boston[5]
- 2011 : Tankfarm Presents: Future Sounds 26[6]

### Singles
- 2008 : You Can't Stop the Night, sur l'album Bang Camaro II
- 2008 : Night Lies, sur l'album Bang Camaro II
- 2008 : Miss Illusion, sur lalbum Bang Camaro II
- 2008 : She's Gone (critique), unique au large de Bang Camaro II
- 2008 : Revolution, unique au large de Bang Camaro II (utilisé dans les Sims 3)
- 2022 : Too Fast to Fall in Love